# Богдановка (Львовская область)
Богдановка (укр. Богданівка) — село в Красненской поселковой общине Золочевского района Львовской области Украины.
Население по переписи 2001 года составляло 282 человека. Занимает площадь 1,417 км². Почтовый индекс — 80552. Телефонный код — 3264.